# Rio Nhamundá
Rio Nhamundá är ett vattendrag i Brasilien. Det ligger i den centrala delen av landet, 1 800 km nordväst om huvudstaden Brasília.
Runt Rio Nhamundá är det mycket glesbefolkat, med 4 invånare per kvadratkilometer.